# Огилви-Грант, Джон, 7-й граф Сифилд
Джон Чарльз Огилви-Грант, 7-й граф Сифилд (англ. John Charles Ogilvie-Grant, 7th Earl of Seafield; 4 сентября 1815 — 18 февраля 1881) — шотландский дворянин, 26-й вождь клана Грант (1853—1881). Он носил титул учтивости — виконт Рейдхейвен с 1840 по 1853 год.
Титулы: 7-й граф Сифилд (с 30 июля 1853 года), 7-й лорд Огилви из Каллена (с 30 июля 1853), 7-й виконт Сифилд (с 30 июля 1853 года), 1-й барон Страспей из Страспея в графстве Инвернессшир и Морейшир (с 14 августа 1858), 11-й баронет Колкухун из Ласса (с 30 июля 1853), 7-й лорд Огилви из Дескфорда и Каллена (с 30 июля 1853) и 7-й виконт Рейдхейвен (с 30 июля 1853 года).

## Происхождение
Джон Чарльз Грант родился 4 сентября 1815 года. Третий сын Фрэнсиса Огилви-Гранта, 6-го графа Сифилда (1778—1853), и его первой жены Мэри Энн Данн (1795—1840), дочери Джона Чарльза Данна.
Будучи молодым человеком, он поступил на Королевский флот в качестве мичмана. Поскольку его старшие братья умерли раньше, он унаследовал титул графа Сифилда от своего отца в 1853 году.

## Политическая карьера
На парламентских выборах в Палату общин 1841 года Джон Огилви-Грант не добился успеха, но с 1853 по 1858 год он заседал в Палате лордов Великобритании как шотландский пэр-представитель.
14 августа 1858 года для него был создан титул 1-го барона Страспея из Страспея в графствах Инвернесс и Морей (Пэрство Соединённого королевства) , что давало ему и его потомкам автоматическое место в Палате лордов Великобритании.
В 1879 году лорд Сифилд был награжден Орденом Чертополоха.
Его друг, сэр Уильям Фрейзер, записал, что в парламенте лорд Сифилд не принимал особого участия, его природный характер не склонял его к активным волнениям политической жизни , а веб-сайт Historic Hansard показывает его появление, но не произнесенные им речи в Палате лордов.
Тем не менее, его можно охарактеризовать как ярого консерватора и одного из главных сторонников своей партии на севере Шотландии. Рукоположенный старейшина установленной церкви Шотландии, лорд Сифилд был назначен премьер-министром лордом Дерби представлять монарха в качестве лорда-верховного комиссара на Генеральной ассамблее деноминации, но он отказался от этой чести.
Возможно, из-за различий в политических взглядах или из-за споров о финансах семьи и поместья, лорд Сифилд следовал тогдашним юридическим формам, необходимым для лишения своих поместий, так что имущество могло быть унаследовано не обязательно ближайшим наследником мужского пола, но как указано в последней воле и завещании. Таким образом, он лишил наследства своих братьев, старший из которых в противном случае унаследовал бы после смерти Иэна Чарльза, 8-го графа, который был не женат и бездетен.

## Собственник
Оглядываясь назад на 1911 год, лорд Кассилис так обобщил цели лорда Сифилда в отношении его поместий:
Он продолжил дело своего отца, осуществив масштабное улучшение поместий, как в плане строительства новых домов, усадьб, дорог, освоения заброшенных земель, так и в плане расширения обширных плантаций, созданных покойным графом.
Современники особенно отметили разработку лордом Сифилдом сосновых лесов из шотландских пихт вокруг Грэнтауна и в приходах Абернети и Датил, которые к 1884 году достигли площади около 40 000 акров. Говорят, что в питомнике для пихт в Абернети было три миллиона молодых деревьев. Покровитель Общества фермеров Стратспея, лорд Сифилд выставлял крупный рогатый скот на ежегодной выставке в Грэнтауне, но, как говорили, не ради призов, поскольку арендаторы жаловались, что в противном случае он бесполезен для участия в соревнованиях.
лорд Сифилд и его комиссар, Т. К. Брюс, были директорами железной дороги Inverness and Perth Junction Railway, предшественницы Highland Railway.

## Вождь клана

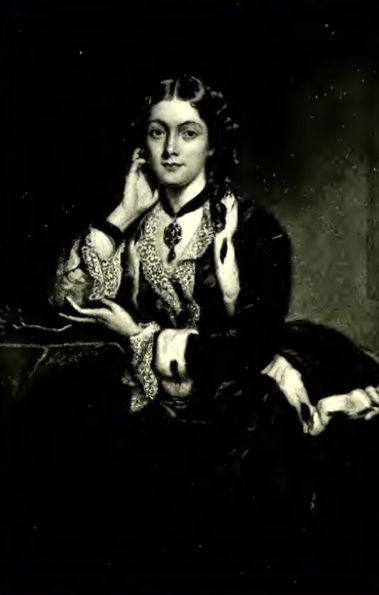
Достопочтенная Кэролайн Генриетта Стюарт, графиня Сифилд (1830—1911)

Во время визита Улисса С. Гранта в Шотландию в 1877 году бывший президент США был принят лордом Сифилдом в замке Грант и был принят как вернувшийся член клана Грант.
Лорд Сифилд проявил личный интерес к спонсированию и участию в ежегодных Играх горцев, проводимых в замке Грант. Он и его семья взяли за правило присутствовать на мероприятии в шотландской национальной одежде.

## Смерть и память
Лорд Сифилд скончался в феврале 1881 года в возрасте 65 лет и был похоронен рядом со своим отцом в мавзолее Сифилда в Старой приходской церкви и погосте Дутила, в центре прихода Дутил, Инвернессшир. Его титулы унаследовал его единственный сын Иэн Чарльз Огилви-Грант. Вдовствующая графиня Сифилд умерла в 1911 году .
Лорд Страспей предположил в 1983 году, что со смертью 7-го графа Сифилда эпоха, когда правящая рука лэрда была готова помогать и направлять его семью и клан, подошла к концу. Более беспристрастный сэр Роберт Брюс Локхарт, однако, писал, что вдова лорда Сифилда, вдовствующая графиня, была последней из великих феодальных вождей.

## Семья
12 августа 1850 года лорд Сифилд женился на достопочтенной Кэролайн Генриетте Стюарт (30 июня 1830 — 6 октября 1911), младшей дочери генерал-майора Роберта Уолтера Стюарта, 11-го лорда Блантайра (1777—1830), и Фанни Мэри Родни (1791—1875). У супругов был один сын:
- Иэн Чарльз Огилви-Грант, 8-й граф Сифилд (7 октября 1851 — 31 марта 1884).